# 2025 au Portugal
Chronologie du Portugal
- 2021
- 2022
- 2023
- 2024
- 2025
- 2026
- 2027
- 2028
- 2029

Cet article traite des événements qui se sont produits durant l'année 2025 au Portugal.

## Événements

### Janvier
- 8 janvier : de fortes pluies provoquent des inondations et des fermetures de routes dans plusieurs districts côtiers du Portugal, notamment à Aveiro, Coimbra, Leiria, Lisbonne, Setúbal, Beja et Faro. Les autorités émettent une alerte jaune jusqu'au 11 janvier à 18 heures en raison des conditions météorologiques défavorables[1].

### Février
- 17 février : un séisme de magnitude 4,8 est ressenti à Lisbonne et dans ses environs, notamment à Almada et Sesimbra. Aucune victime ni dégât majeur n'est signalé[2].

### Mars
- 4–9 mars : le carnaval de Lisbonne, également connu sous le nom d'Entrudo, est célébré avec des défilés et des festivités dans toute la ville[3].

### Avril
- 1–3 avril : Lisbonne accueille le Sommet européen sur le climat (European Climate Summit), axé sur les politiques de l'UE en matière de marchés du carbone et les objectifs de neutralité carbone[4].
- 5 avril : des centaines de personnes manifestent à Lisbonne pour réclamer des augmentations de salaires, de pensions et de meilleures conditions de travail[5].
- 28 avril : une panne d'électricité massive paralyse une grande partie du Portugal et de l'Espagne, affectant les transports, les hôpitaux et les services publics. L'électricité est rétablie à plus de 99 % le lendemain[6].

### Mai
- 18 mai : élections législatives anticipées. La coalition de centre-droit Aliança Democrática (AD), dirigée par Luís Montenegro, remporte les élections avec 91 sièges, sans majorité absolue. Le parti d'extrême droite Chega devient la deuxième force politique avec 60 sièges, devant le Parti socialiste (PS), qui en obtient 58[7].
- 19 mai : le président Marcelo Rebelo de Sousa nomme officiellement Luís Montenegro au poste de Premier ministre[8].
- 21 mai : Pedro Nuno Santos démissionne de la direction du Parti socialiste après la défaite électorale[9].
- 23 mai : le parti Chega annonce son intention de former une opposition constructive, tout en restant ferme sur ses positions nationalistes et anti-immigration[10].
- 25 mai : le président Marcelo Rebelo de Sousa entame des consultations avec les partis politiques pour assurer la stabilité du gouvernement[11].
- 28 mai : le président nomme officiellement Luís Montenegro au poste de Premier ministre après avoir consulté les partis politiques représentés au Parlement[12].
- 30 mai : le gouvernement de Luís Montenegro présente son programme législatif pour la législature, mettant l'accent sur la réforme du système fiscal, la réduction des dépenses publiques et la promotion de l'investissement privé[13].

### Juin
- 1er juin : le Portugal connaît une vague de chaleur historique, avec des températures atteignant 39,5 °C à Amareleja[14].

### Août
- De violents incendies font deux morts[15].

## Décès
- 4 février : Maria Teresa Horta, écrivaine et poétesse féministe, membre du groupe des « Trois Marias » ayant défié la censure sous la dictature de l’Estado Novo.
- 19 février : Manuel Sérgio, philosophe du sport, universitaire et homme politique, connu pour ses travaux sur la psychologie du sport.
- 13 mars : Miguel Macedo, ancien ministre de l’Administration interne et homme politique du Parti social-démocrate.
- 17 avril : Nuno Guerreiro, chanteur pop de Loulé  au sein du groupe Ala dos Namorados.
- 29 avril : Álvaro Silva, ancien sprinter et relayeur olympique, spécialiste du 800 mètres.
- 30 mai : Fernando Venâncio, écrivain, linguiste et critique littéraire, né à Mértola, ayant vécu aux Pays-Bas.
- 8 avril : Aurélio Pereira, ancien responsable du recrutement au Sporting CP, découvreur de talents tels que Cristiano Ronaldo, Luís Figo et Paulo Futre.
- 31 mars : Abílio Pinto, surnommé « Billy », shaper et surfeur de renom, pionnier du surf au Portugal.
- 3 juillet : Diogo Jota et André Silva (en), footballeurs ayant joué à Porto et l’un à Liverpool.

#### L'année 2025 dans le reste du monde
- L'année 2025 dans le monde
- 2025 par pays en Amérique • 2025 au Brésil, 2025 au Canada, 2025 au Québec, 2025 aux États-Unis, 2025 au Mexique
- 2025 en Europe, 2025 dans l'Union européenne • 2025 en Belgique, 2025 en France, 2025 en Italie, 2025 en Suisse
- 2025 en Afrique • 2025 par pays en Asie • 2025 par pays en Océanie, 2025 en Océanie • 2025 en Antarctique
- 2025 aux Nations unies
- Décès en 2025